# Gnidia leipoldtii
Gnidia leipoldtii är en tibastväxtart som beskrevs av Charles Henry Wright. Gnidia leipoldtii ingår i släktet Gnidia och familjen tibastväxter. Inga underarter finns listade i Catalogue of Life.